# Форествилл (тауншип, Миннесота)
Форествилл (англ. Forestville) — тауншип в округе Филмор, Миннесота, США. На 2000 год его население составило 386 человек.

## География
По данным Бюро переписи населения США площадь тауншипа составляет 93,6 км², из которых 93,6 км² занимает суша, водоёмов нет.

## Демография
По данным переписи населения 2000 года здесь находились 386 человек, 150 домохозяйств и 115 семей. Плотность населения — 4,1 чел./км². На территории тауншипа расположено 164 постройки со средней плотностью 1,8 построек на один квадратный километр. Расовый состав населения: 99,48 % белых и 0,52 % приходится на две или более других рас. Испанцы или латиноамериканцы любой расы составляли 1,30 % от популяции тауншипа.
Из 150 домохозяйств в 29,3 % воспитывались дети до 18 лет, в 71,3 % проживали супружеские пары, в 3,3 % проживали незамужние женщины и в 22,7 % домохозяйств проживали несемейные люди. 20,7 % домохозяйств состояли из одного человека, при том 6,0 % из — одиноких пожилых людей старше 65 лет. Средний размер домохозяйства — 2,57, а семьи — 2,98 человека.
26,2 % населения — младше 18 лет, 7,0 % — в возрасте от 18 до 24 лет, 25,9 % — от 25 до 44, 25,4 % — от 45 до 64, и 15,5 % — старше 65 лет. Средний возраст — 40 лет. На каждые 100 женщин приходилось 114,4 мужчин. На каждые 100 женщин старше 18 приходилось 115,9 мужчин.
Средний годовой доход домохозяйства составлял 38 125 долларов, а средний годовой доход семьи — 50 500 долларов. Средний доход мужчин — 27 333 доллара, в то время как у женщин — 25 750. Доход на душу населения составил 17 559 долларов. За чертой бедности находились 10,3 % семей и 12,6 % всего населения тауншипа, из которых 17,9 % младше 18 лет.